# Arnold Bennett
Arnold Bennett, född 27 maj 1867 i Hanley, Staffordshire, död 27 mars 1931 i London, var en brittisk författare. 
Han växte upp i Cobridge, Hanley i Stoke-on-Trent som son till en advokat. 1885 kom Arnold Bennett till London för att studera juridik men han började i stället arbeta som journalist, och var 1893-1900 redaktör för veckotidningen Woman. Under åren 1900-08 var han bosatt i Frankrike.
Bennett gjorde sitt genombrott med Clayhanger-trilogin 1910-1916, som skildrade den engelska medelklassen och livet i porslinsfabriksstäderna i Staffordshire. Den präglas av skarp iakttagelseförmåga och grundlig skildring av detaljerna. Bennett var påverkad av den franska naturalismen. Senare romaner utspelar sig i lyxmiljö. Bennett var också en inflytelserik litteraturrecensent.